# ديفيد س. لان
ديفيد س. لان (بالإنجليزية: David C. Lane)‏ هو فيلسوف أمريكي، ولد في 29 أبريل 1956.